# NEXRAD

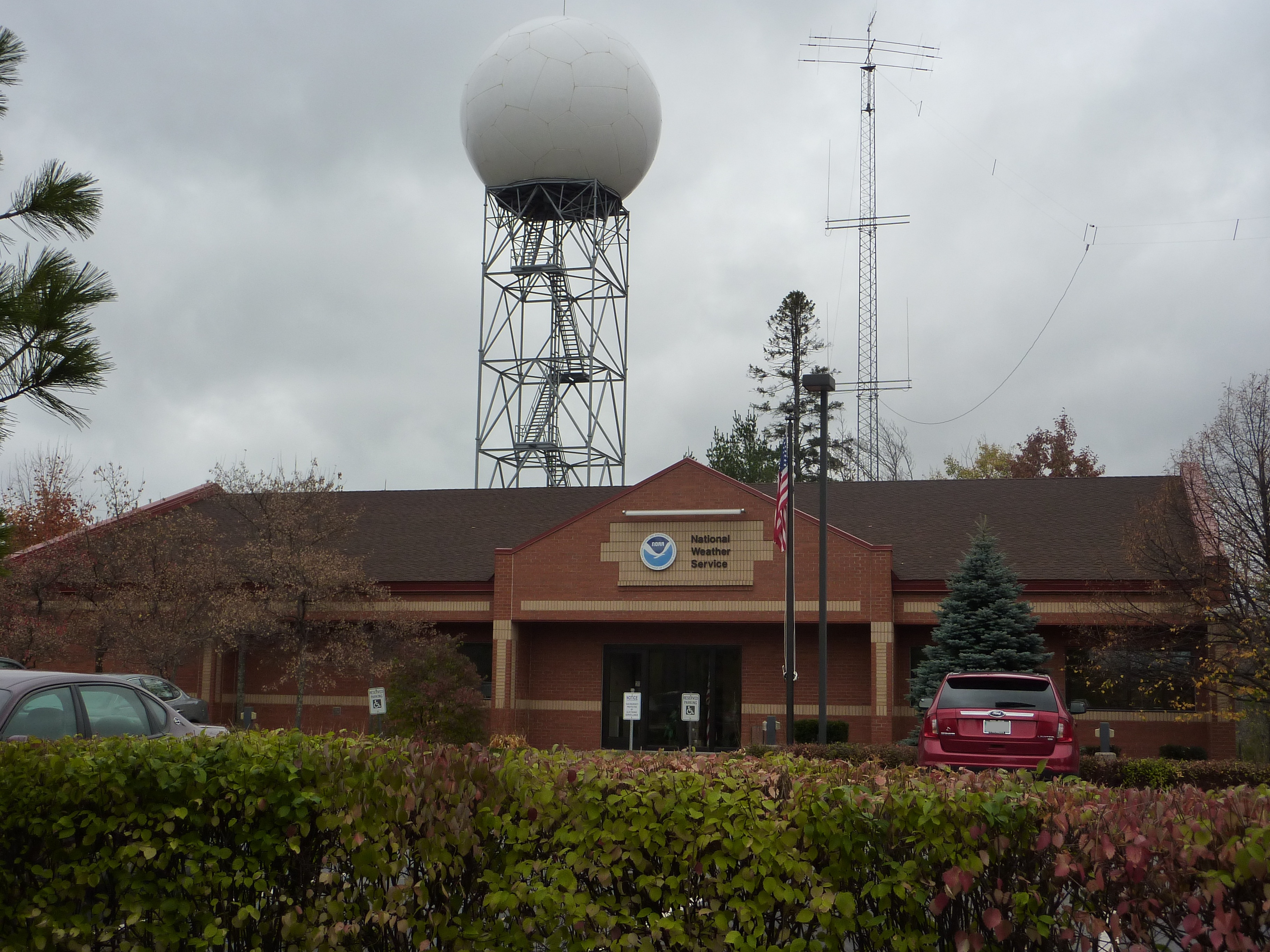
122个当地预报中心之一的图片（国家气象服务预报办公室或 NWSFO）- 国家气象局密西根州马凯特办公室位于前马凯特县机场附近的乡镇

NEXRAD 或 （NEXt-Generation RADar）是由159个高分辨率S波段多普勒气象雷达组成的网络，由美国国家气象局 (NWS)、美国商务部下属的美国国家海洋和大气管理局 (NOAA)、美国运输部下属的美国联邦航空管理局 (FAA) 和美国国防部下属的空军运营。它的技术名称是WSR-88D （Weather Surveillance Radar, 1988, Doppler, - 气象监视雷达，1988年，多普勒）。

## 概述
NEXRAD可探测降水和大气运动或风。它返回的数据经过处理后可显示在马赛克地图中，该地图显示了降水及其运动的模式。雷达系统有两种基本模式，可由操作员选择 - 慢速扫描晴空模式 (clear-air mode)，用于分析该地区活动很少或没有活动的空气运动，以及降水模式(precipitation mode)，其扫描速度更快，可跟踪活跃天气。 NEXRAD 更加重视自动化，包括使用算法和自动体积扫描。

## 部署

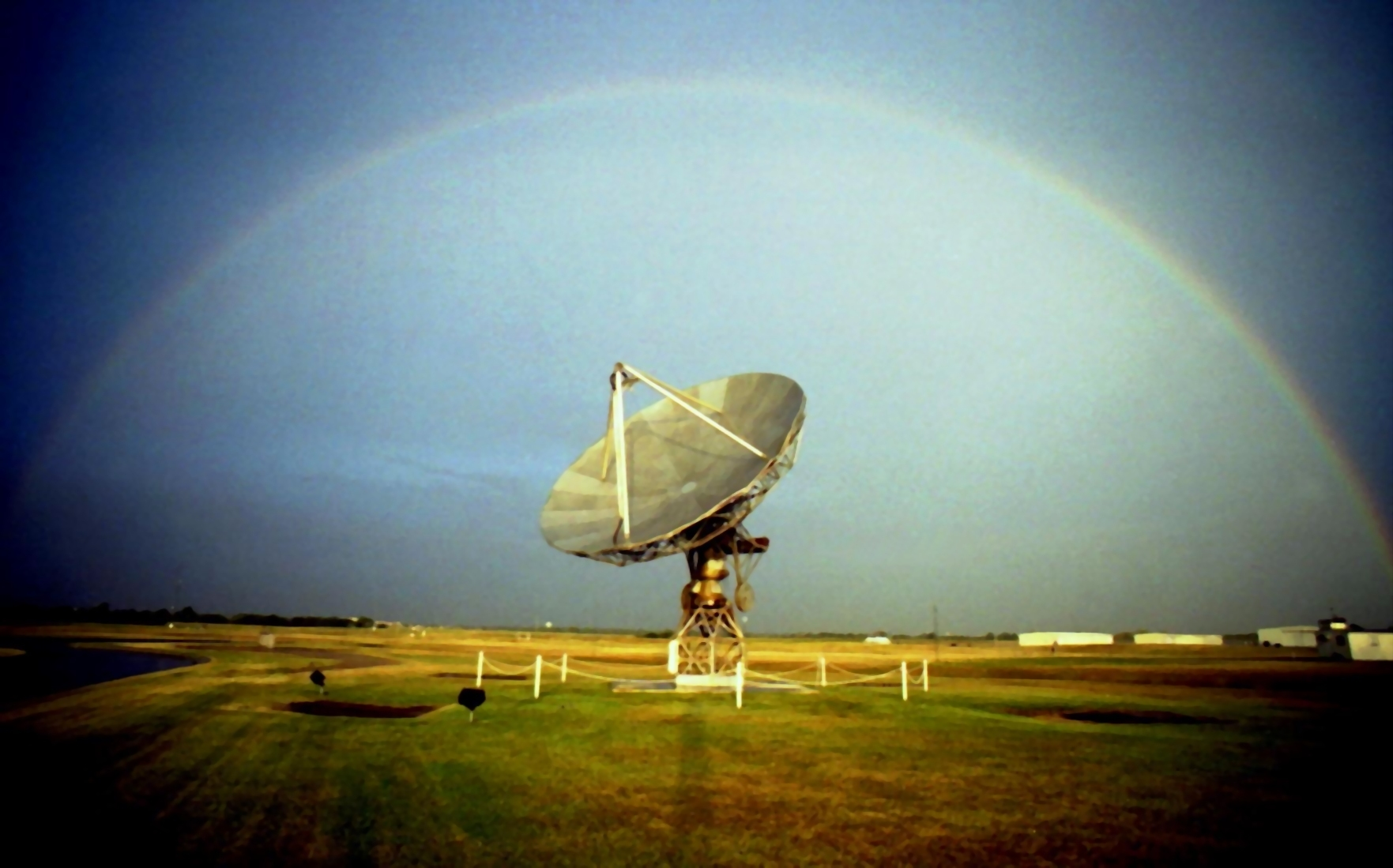
国家强风暴实验室展出的WSR-88D试验台。

1970年代，美国商务部、国防部和运输部一致认为，为了更好地满足其运营需求，需要更换现有的国家雷达网络。雷达网络由1957年开发的 WSR-57 和1974年开发的 WSR-74 组成。这两个系统都没有采用多普勒技术，该技术可以提供风速和风向信息。
联合多普勒运营项目 (JDOP) 于1976年在国家强风暴实验室 (NSSL) 成立，旨在研究使用多普勒天气雷达识别强雷暴和龙卷风雷暴的实用性。在接下来的三年里，美国国家气象局 (NWS)和美国空军航空气象服务局进行的测试发现，多普勒雷达大大提高了对强雷暴的早期探测能力。包括JDOP在内的工作组发表了一篇论文，提出了开发和运行"国家气象雷达网络"的概念。1979年，NEXRAD联合系统计划办公室 (JSPO) 成立，以推进拟议的 NEXRAD 雷达网络的开发和部署。同年，NSSL 完成了一份关于开发 NEXRAD 系统的正式报告。
当提案提交给里根政府时，考虑了两种建造雷达系统的方案：允许企业竞标根据之前开发的原型雷达的原理图建造系统，或者寻求承包商按照预定的规格建造自己的系统。JSPO集团选择选择承包商来开发和生产将用于国家网络的雷达。雷神公司和優利系統 (Unisys) 开发的雷达系统在1980年代进行了测试。然而，花了四年时间才让潜在承包商开发出他们的专有模型。優利系統被选为承包商，并于1990年1月获得了全面生产合同。

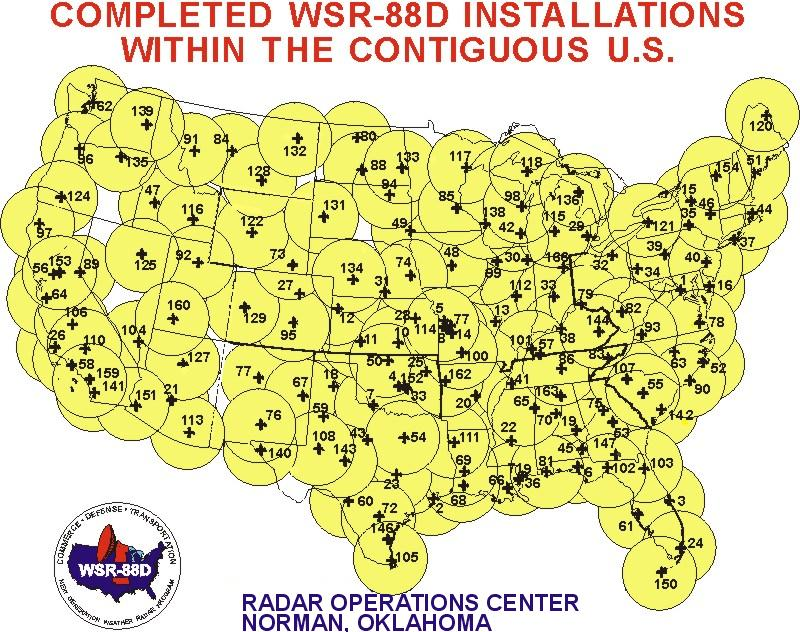
美国大陆的观测点

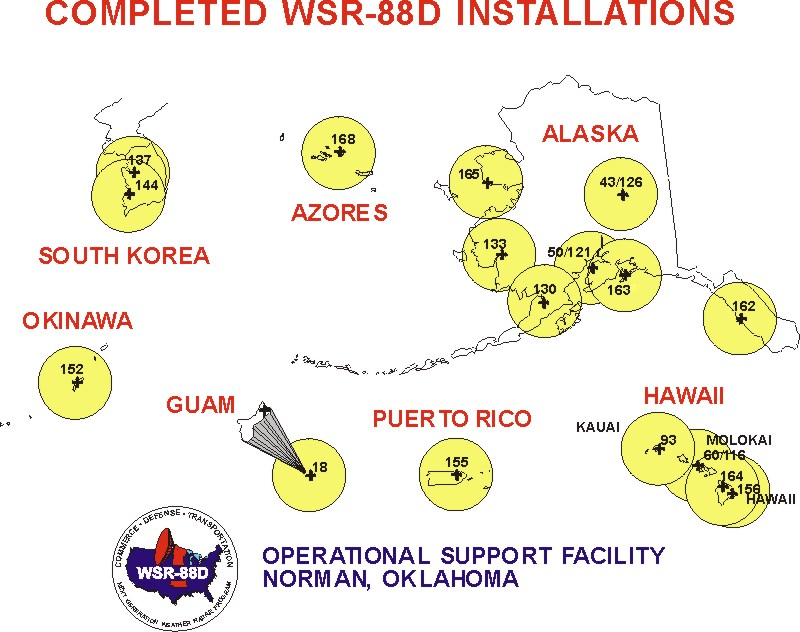
阿拉斯加、夏威夷、海外领土和美国军事基地的观察点

1990年秋，在俄克拉荷马州诺曼完成了运行原型的安装。1992年6月12日，在弗吉尼亚州斯特林首次安装了WSR-88D用于每日预报。作为安装程序的一部分，部署的最后一套系统于1997年8月30日安装在印第安纳州北韦伯斯特。2011年，华盛顿州兰利山增加了新的兰利山NEXRAD雷达，以更好地覆盖该地区的太平洋海岸； 在初始安装之后，其他雷达也填补了印第安纳州埃文斯维尔和阿肯色州史密斯堡的覆盖空白。 站点位置经过战略性选择，以便在强对流天气恶劣天气事件中其中一个雷达发生故障时提供重叠覆盖。在可能的情况下，它们与国家气象局天气预报办公室 (WFO) 位于同一地点，以方便维护技术人员更快地访问。

## 应用

### 使用
NEXRAD数据有多种用途。它由国家气象局 (NWS)的气象学家使用，并且（根据美国法律规定）可免费提供给国家气象局以外的用户，包括研究人员、媒体和私人公民。NEXRAD 数据的主要目标是帮助国家气象局气象学家进行业务预报。这些数据使他们能够准确跟踪降水并预测其发展和轨迹。更重要的是，它允许气象学家跟踪和预测恶劣天气和龙卷风。结合地面报告，可以发布龙卷风和严重雷暴警告，提醒公众注意危险的风暴。NEXRAD 数据还提供有关降雨率的信息并有助于水文学预报。数据以多种形式提供给公众，最基本的形式是发布到国家气象局网站上的图形。数据也有两种相似但不同的原始格式。NWS 直接提供的是 III 级数据，包括分辨率降低、带宽较低的基础产品以及许多派生的后处理产品；II 级数据仅包含基础产品，但分辨率为原始分辨率。由于带宽成本较高，国家气象局无法直接提供 II 级数据。国家气象局将这些数据免费分发给亚马逊云计算服务(AWS) 和几所顶级大学，后者再将数据分发给私人组织。